# Rancho Cucamonga
Rancho Cucamonga és una població dels Estats Units a l'estat de Califòrnia. Segons el cens del 2008 tenia 177.736 habitants.

## Demografia
Segons el cens del 2000, Rancho Cucamonga tenia 127.743 habitants, 40.863 habitatges, i 31.832 famílies. La densitat de població era de 1.317 habitants/km².
Per edats la població es repartia de la següent manera: un 0% tenia menys de 18 anys, un 0% entre 18 i 24, un 0% entre 25 i 44, un 0% de 45 a 60 i un 6,1% 65 anys o més.
L'edat mediana era de 32 anys. Per cada 100 dones de 18 o més anys hi havia 98 homes.
Entorn del 4,9% de les famílies i el 7,1% de la població estaven per davall del llindar de pobresa.

## Poblacions més properes
El següent diagrama mostra les poblacions més properes.